# José Maria Gonçalves Zarco da Câmara, 9.º conde da Ribeira Grande
José Maria Gonçalves Zarco da Câmara (Lisboa, 3  de Novembro de 1843 - Lisboa, 15 de Dezembro de 1907), mordomo-mor da rainha D. Amélia, doutor em ciências políticas e administrativas pela Universidade de Lovaina (Bélgica)
Foi adido à legação portuguesa junto do Vaticano, e par do Reino, por sucessão de seu pai, tomando posse na respectiva câmara na sessão de 17 de janeiro de 1873.
Foi um dos fidalgos que, com o marquês de Castelo Melhor, de quem era muito amigo, deram maior impulso em Portugal ao desporto hípico a às corridas de touros.
O título de conde foi-lhe renovado por decreto de 28 de fevereiro de 1855.
Foi agraciado com a Grã-cruz da Ordem de Nossa Senhora da Conceição de Vila Viçosa, e das seguintes ordens estrangeiras: Vitória, de Inglaterra; Carlos III e Afonso XII, de Espanha, e de Alberto de Saxe; grande oficial da Legião de Honra, de França; comendador de Hoenzollern, e o colar da Ordem de São Pedro.

## Dados genealógicos
- Pai: D. Francisco de Sales Gonçalves Zarco da Câmara, 8.º conde da Ribeira Grande e 1º marquês da Ribeira Grande.
- Mãe: D. Ana da Piedade de Bragança Melo e Ligne Sousa Tavares Mascarenhas da Silva.

Casou 1.ª vez em Londres, a 30 de Abril de 1862, comː
- D. Luísa Maria Eugénia Filomena Caetana Francisca de Sousa Holstein (Paris, 18 de Janeiro de 1845 -  9 de Fevereiro de 1864), a terceira filha D. Domingos António Maria Pedro de Sousa Holstein, 2.º Duque de Palmela.  Morreu, no recobro do parto de sua filha, que apenas lhe sobreviveu dois dias.[1]

Filha:
- D. Maria Luísa Águeda Francisca de Sales Gonçalves Zarco da Câmara

Casou 2.ª vez comː
- D. Maria Helena de Castro e Lemos Magalhães e Menezes, filha de Sebastião de Castro e Lemos de Magalhães e Meneses, morgado do Covo[2] e de sua mulher D. Emília Maria Antónia Pamplona de Sousa Holstein, filha do 1º visconde de Beire.[3]

Filhos:
- D. Maria José Gonçalves Zarco da Câmara (Palácio da Junqueira, 30 de Novembro de 1873[4]), casada a 8 de Abril (ou 11 de Maio) de 1896, com o arquitecto Fiel da Fonseca Viterbo (Porto, 25 de Abril de 1873 - Lisboa, 18 de Abril de 1954).[5] Com geração.
- D. Vicente de Paula Gonçalves Zarco da Câmara (19 de Julho de 1875 - 24 de Abril de 1946), 10º conde da Ribeira Grande, casado 1ª vez com D. Maria da Pureza de Vasconcelos e Sousa (Castelo Melhor) e 2ª vez com Ivone Blanche Bazin. Com geração do 1.º casamento.[6]
- D. Emília Gonçalves Zarco da Câmara
- D. Maria Ana Gonçalves Zarco da Câmara
- D. Rui Zarco da Câmara, bacharel em Direito e cavaleiro tauromáquico, casado em 1915 com Maria de assunção Morales de Los Rios e Burnay, filha de José Morales de Los Rios e de D. Amélia Burnay. Sem geração.[7]